# New American Gospel
Albums de Lamb Of God
Burn the Priest As The Palaces Burn
New American Gospel est le premier album de Lamb of God, sorti le 26 septembre 2000.

## Formation
- Chris Adler (Batterie)
- Willie Adler (Guitare)
- Randy Blythe (Chant)
- Mark Morton (Guitare)
- John Campbell (Guitare basse)

## Liste des pistes
1. Black Label - 4:52
2. A Warning - 2:23
3. In The Absence Of The Sacred - 4:37
4. Letter To The Unborn - 2:58
5. The Black Dahlia - 3:20
6. Terror And Hubris In The House Of Frank Pollard - 5:38
7. The Subtle Arts Of Murder And Persuasion - 4:10
8. Pariah - 4:24
9. Confessional - 4:02
10. O.D.H.G.A.B.F.E. - 5:14